# شهرستان اندرو (میزوری)
شهرستان آندراش، میزوری (به انگلیسی: Andrew County, Missouri) یک سکونتگاه مسکونی در ایالات متحده آمریکا است که در میزوری واقع شده‌است.